# Andreas Weimann

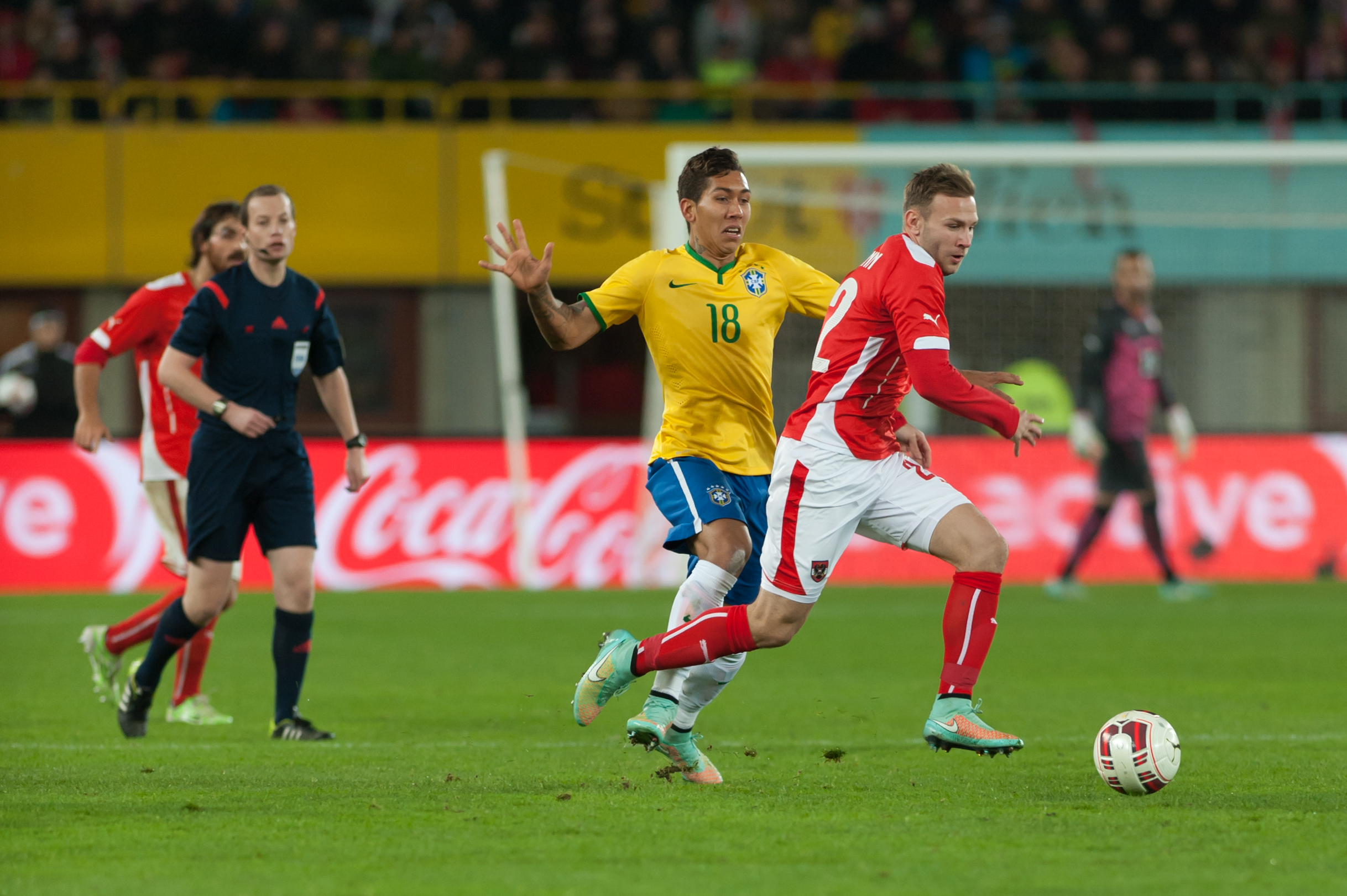
Weimann 2014 beim Spiel gegen Brasilien

Andreas Weimann (* 5. August 1991 in Wien) ist ein österreichischer Fußballspieler.

## Karriere

### Vereinskarriere
Im Alter von sieben Jahren begann Andreas Weimann in der Nachwuchsabteilung des FC Stadlau vereinsmäßig Fußball zu spielen. 2005 wechselte er zum Nachwuchs des SK Rapid Wien, wo er sein großes Talent deutlich unter Beweis stellte. Dies brachte ihm als erst 16-Jährigen vier Einberufungen in die österreichische U-17-Nationalmannschaft ein. Dadurch wurden Scouts von Aston Villa auf den Mittelstürmer aufmerksam, worauf er 2007 ein Vertragsangebot für die Akademie erhielt. „Rapid Wien hat verabsäumt, dem sehr großen Stürmertalent einen Vertrag anzubieten“, kommentierte der ehemalige Rapid Wien-Spieler und damalige U-18-ÖFB-Teamchef Peter Persidis, der jedoch davon überzeugt war, dass der Spieler „den richtigen Schritt“ gemacht hatte. Obwohl ein Jahr jünger als seine Alterskollegen, sicherte sich Weimann auf Anhieb einen Stammplatz in der U-18-Mannschaft der Akademie von Aston Villa und durfte sich nach der Saison 2007/08 über den englischen U-18-Meistertitel freuen. Aufgrund seiner guten Leistungen rückte Weimann in der Saison 2008/09 in die Reserve-Mannschaft von Aston Villa auf, wo er mit seinen Toren wesentlich dazu beitrug, dass am Ende wieder ein englischer Meistertitel gefeiert werden konnte.
Diesen Erfolgen folgte im Sommer 2009 der nächste Karriereschritt. Andreas Weimann wurde als erst 18-Jähriger in den Kader der ersten Mannschaft übernommen. Im Vorbereitungsspiel am 2. August 2009 im Turiner Stadio delle Alpi gegen Juventus Turin (0:0) gab Weimann sein Debüt und durfte 74 Minuten lang mitwirken, ehe er von Barry Bannan abgelöst wurde. Zum Auftakt der Saison 2010/11 kam Weimann als Einwechselspieler zu seinem Premier-League-Debüt gegen West Ham United.
Nachdem Weimann bereits vier Einsätze in der österreichischen U-17-Nationalmannschaft und drei Einsätze in der U-19-Nationalmannschaft absolviert hatte, wurde er im September vom neuen Teamchef Andreas Herzog als 18-Jähriger in die österreichische U-21-Nationalmannschaft berufen. In seinem ersten Spiel in der Qualifikation zur U-21-Europameisterschaft gegen Schottland kam Weimann in der 56. Minute für Marc Sand aufs Spielfeld und schoss nur eine Minute später mit seinem ersten Ballkontakt den entscheidenden Treffer zum 1:0-Sieg Österreichs.
In der Winterpause der Saison 2010/11 wurde Weimann an den FC Watford ausgeliehen. Nach der U20-WM in Kolumbien, wo er in allen drei Gruppenspielen der Österreicher zum Einsatz kam, kehrte er im August 2011 wieder zu Aston Villa zurück. Dort absolvierte er am 23. August 2011 ein Spiel im League Cup und sorgte beim 2:0-Sieg gegen Hereford United für viel Schwung.
Noch in der gleichen Woche wurde ihm von Aston Villa ein neues Vertragsangebot bis 2014 unterbreitet, das er auch annahm. Um mehr Spielpraxis zu sammeln, wurde er bis Jänner 2012 erneut an den Championship-Klub FC Watford verliehen.
Nur einen Monat später wurde jedoch bekannt, dass das Leihgeschäft aufgrund einer Verletzung frühzeitig beendet wurde. Seit Ende September steht Weimann damit wieder im Kader von Aston Villa. Am 10. März 2012 erzielte Weimann nach Einwechslung sein erstes Tor in der Premier League, welches spielentscheidend für den 1:0-Heimsieg seines Clubs Aston Villa gegen den FC Fulham war. Am 10. November 2012 erzielte Weimann bei der 2:3-Niederlage Aston Villas gegen Manchester United zum ersten Mal zwei Tore in einem Premier-League-Spiel.
Nach der Saison 2014/15 wechselte Weimann für eine Ablöse von 3,8 Millionen Euro zum Zweitligisten Derby County. 2017 wechselte er leihweise zu den Wolverhampton Wanderers, ehe er sich zur Saison 2018/19 Bristol City anschloss. Im Februar 2023 wurde Weimann zum neuen Kapitän des Vereins ernannt. Nach 205 Ligaspielen für Bristol wurde er im Jänner 2024 an den Ligakonkurrenten West Bromwich Albion verliehen. Für West Brom absolvierte er zwölf Zweitligapartien. Zur Saison 2024/25 kehrte er nicht mehr nach Bristol zurück. Im Anschluss wechselte er im August 2024 weiter zum Ligakonkurrenten Blackburn Rovers. Für Blackburn absolvierte er 30 Zweitligaspiele, in denen er siebenmal traf.
Zur Saison 2025/26 kehrte Weimann nach Derby zurück.

### Nationalmannschaft
Am 2. Oktober 2012 wurde Andreas Weimann von Teamchef Marcel Koller für die WM-Qualifikationsspiele gegen Kasachstan erstmals in die österreichische A-Nationalmannschaft einberufen und debütierte am 12. Oktober 2012 im Auswärtsmatch in Astana. Bis März 2015 kam er zu 14 Einsätzen im Nationalteam.
Nach einer Reihe von krankheitsbedingten Ausfällen im Team berief Kollers Nachfolger als Nationaltrainer, Franco Foda, Weimann im März 2022 nach sieben Jahren Abwesenheit wieder in den Kader der Nationalmannschaft. Im Play-Off der Qualifikation zur Weltmeisterschaft 2022 gegen Wales gab er am 24. März 2022 sein Comeback. Im Mai 2024 wurde er in den vorläufigen Kader Österreichs für die EM 2024 berufen und schaffte es schlussendlich auch in den endgültigen Kader.

## Erfolge
- 1 × Englischer U-18-Meister: 2008
- 1 × Englischer Reserve-Meister: 2009